# 페르시안 걸프 프로리그
페르시안 걸프 프로리그 (جام خلیج فارس), 과거 이란 프로리그(Iran Pro League (IPL), 페르시아어: لیگ برتر فوتبال ایران)라는 이름으로 알려졌던 이 리그는 이란의 프로 축구 리그로 이란의 최상위 리그이다.
리그 구조는 잉글랜드의 현 구조와 유사하다. 프로 리그가 제일 위에 존재하고 그 아래로 2~5부 리그가 차례로 위치해 있는 구조이고 5부 리그는 현재 각 지역 리그로 구성되며 하위 2개 팀은 하부 리그로 강등이 된다. 1~4위팀은 아시아챔피언스리그에 진출할 수 있는 기회가 주어진다.

## 역사

### 1970년대 이전
1970년대 초 이전에는 공식적인 국내 리그가 없었다. 대부분의 팀들은 그 팀이 속한 도시의 챔피언십에 참가했고 타지와 페르세폴리스가 1960년대 중반에 가장 유명한 팀들로 현재까지 이어지고 있다. 이 시기에 테헤란 지역 리그가 개최 되었었다.

### 타흐트 잠쉬드 컵
1972년에 타흐트 잠쉬드 컵이 만들어졌다. 이 대회는 전국의 클럽이 참가하는 대회였으나 테헤란 연고 팀들의 강세가 지속 되었으며 이 리그는 1977-78 시즌 진행 도중에 이란 혁명이 발생하는 바람에 중단 되었다.

### 1980년대
이란 혁명과 이란-이라크 전쟁으로 인해 축구는 더 이상 인기를 얻지 못했다. 클럽들의 재정은 궁핍해졌고 정치적인 이유로 많은 팀들이 클럽명, 경영진, 지원처 등을 바꾸었다. 1980년부터 1989년까지 국내 리그 대회는 열리지 않았고 몇몇 도시에서의 컵 대회만이 간간히 열렸다.

### 아자데간 리그
1991년에 코즈 리그 (Qods league)가 아자데간 리그로 명칭을 변경하였다. 첫 시즌은 1991-92시즌이었는데 이로써 이란은 10여 년 만에 전국 규모의 리그를 다시 열게 되었다. 참가 팀 수는 매 시즌마다 변화가 있었고 파스 테헤란과 사이파가 처음 4년 동안 리그를 우승했다. 파스 테헤란과 에스테글랄은 1990년대 초반에 아시아 클럽 챔피언십 우승을 차지하기도 했으며 1995년부터 2001년까지는 페르세폴리스와 에스테글랄 테헤란이 리그 우승을 주도해나갔다.

### 이란 프로리그
2001-02 시즌에 이란에서 최초로 프로 축구 리그가 개최 되었다. 그러나 많은 이들은 이름만 프로 리그이고 프로의 많은 부분이 부족 하다고 지적하였다. 선수 연봉은 대폭 상승하였으며 리그에 지방 팀들이 참가하게 되었다. 이중 몇몇 팀들은 테헤란 연고 팀이 아니지만 리그에 참가할 수 있다는 역량을 보여주면서 많은 이들은 이 리그가 이란 축구의 질과 명성을 높여주길 희망하였다.

### 페르시안 걸프 컵
2006년 8월 12일, 이란 이슬람 공화국 축구 연맹은 리그 명칭을 변경 하기로 결정하였다. 리그의 명칭은 페르시안 걸프 컵이 되었다.

## 현재 시즌 참가 클럽
2024-25시즌 참가팀
| 구단                | 연고지   | 홈구장                       | 수용인원 | 감독                     |
| ------------------- | -------- | ---------------------------- | -------- | ------------------------ |
| 고스타레시          | 타브리즈 | 보니안 디젤 스타디움         | 38,900   | 파라즈 카말반드          |
| 나프트 테헤란       | 테헤란   | 타크티 스타디움              | 30,122   | 알리레자 만수리안        |
| 마슈하드            | 마슈하드 | 사멘 스타디움                | 35,000   | 코다다드 아지지          |
| 머신 사지           | 타브리즈 | 바그 쇼말 스타디움           | 25,000   | 파라드 카제미            |
| 사바 쿰             | 쿰       | 야데가레 에맘 스타디움       | 10,610   | 사마드 마르파비          |
| 사이파              | 테헤란   | 샤히드 다스트게르디 스타디움 | 8,250    | 호세인 파라키            |
| 사낫 나프트         | 아바단   | 타크티 스타디움              | 15,000   | 피루즈 카리미            |
| 세파한              | 이스파한 | 나슈에 자한 스타디움         | 75,000   | 조제 모라이스            |
| 에스테글랄 후제스탄 | 아바즈   | 타크티 스타디움              | 15,000   | 시루스 푸르무사비        |
| 에스테글랄 테헤란   | 테헤란   | 아자디 스타디움              | 78,116   | 알리레자 만수리안        |
| 조브 아한           | 이스파한 | 풀라드 샤흐르 스타디움       | 75,000   | 메흐디 타타르            |
| 트락토르 사지       | 타브리즈 | 사한드 스타디움              | 80,451   | 드라간 스코치치          |
| 파디데              | 마슈하드 | 이맘 레자 스타디움           | 27,000   | 다부 세이드 압바시       |
| 파이칸              | 테헤란   | 샤흐레 코즈 스타디움         | 25,000   | 모즈타바 호세이니        |
| 페르세폴리스        | 테헤란   | 아자디 스타디움              | 78,116   | 후안 카를로스 가리도     |
| 풀라드              | 아바즈   | 폴라드 아레나                | 30,065   | 하미드레자 라자비 (대행) |

## 리그 우승 팀
1960년대부터 1970년대 초까지는 각 지역 리그가 진행되었다.
- 1970-71 : 타지 테헤란
- 1971-72 : 페르세폴리스

### 타흐트 잠쉬드 컵
- 1973-74 : 페르세폴리스
- 1974-75 : 타지 테헤란
- 1975-76 : 페르세폴리스
- 1976-77 : 파스 테헤란
- 1977-78 : 파스 테헤란

1978-89 : 이란 혁명으로 중단된 후, 이란-이라크 전쟁으로 인해 국내 리그 우승팀이 없었다.

### 코즈 리그
- 1989-90 : 에스테글랄 테헤란

### 아자데간 리그
- 1991-92 : 파스 테헤란
- 1992-93 : 파스 테헤란
- 1993-94 : 사이파
- 1994-95 : 사이파
- 1995-96 : 페르세폴리스
- 1996-97 : 페르세폴리스
- 1997-98 : 에스테글랄 테헤란
- 1998-99 : 페르세폴리스
- 1999-00 : 페르세폴리스
- 2000-01 : 에스테글랄 테헤란

### 이란 프로리그
- 2001-02 : 페르세폴리스
- 2002-03 : 세파한
- 2003-04 : 파스 테헤란
- 2004-05 : 풀라드
- 2005-06 : 에스테글랄 테헤란
- 2006-07 : 사이파
- 2007-08 : 페르세폴리스
- 2008-09 : 에스테글랄 테헤란
- 2009-10 : 세파한
- 2010-11 : 세파한
- 2011-12 : 세파한
- 2012-13 : 에스테글랄 테헤란
- 2013-14 : 풀라드 FC
- 2014-15 : 세파한
- 2015-16 : 에스테글랄 후제스탄
- 2016-17 : 페르세폴리스
- 2017-18 : 페르세폴리스
- 2018-19 : 페르세폴리스
- 2019-20 : 페르세폴리스